# 신부의 아이들
《신부의 아이들》(세르비아어: Svećenikova djeca)은 2013년 공개된 크로아티아의 코미디 드라마 영화이다.

## 출연

### 주연
- 크리시미어 믹키
- 닉사 부티에
- 마리아 스카리식

### 조연
- 아나 베직
- 고란 보그단
- 르네 지오니
- 이반 마로카

## 기타
- 미술: 다미르 가벨리카
- 의상: 젤카 프라누로빅